# 牯岭野豌豆
牯岭野豌豆（学名：Vicia kulingiana）是豆科野豌豆属的植物，为中国的特有植物。分布于中国大陆的华东、湖南、河南等地，生长于海拔200米至1,200米的地区，一般生长在山谷竹林、湿地、草丛或沙地，目前尚未由人工引种栽培。

## 别名
红花豆（中国高等植物图鉴）、山录豆（山东）、山蚕豆（浙江）